# 宗王
宗王是元朝及以后蒙古地区各部之首领封号之一，类似于亲王爵位。

## 史集
《元史》卷108《诸王表》记，蒙元时期，与成吉思汗黄金家族有关的蒙古贵族男子，亦受封宗王。
宗王一般分为两大类，
1. 获得朝廷颁发王印的宗王，称为“大大王”。
2. 未获得王印的宗王，称为“小大王”。

大大王的印，又可以分为6个等级。
- 第一等印为金印兽纽，王号为汉字一个字，称“一字王”，如燕王真金（世祖太子），秦王忙哥剌(世祖皇子)，“一字王”在元朝的王位最高。
- 在“一字王”之下，为“二字王”。
  - 其王印共5类：
    - 1、金印螭纽；2、金印驼纽；3、金镀银驼纽；4、金镀银龟纽；5、银印龟纽。如平西王奥鲁赤、镇西武靖王搠思班等。

综上所述，一字王、二字王、小大王，是元代宗王的3个等级，对其遗留下来的王印，我们在研究蒙元历史和考古中，应当加以鉴别和区分。